# Вахтмейстер, Аксель
Граф (с 1693) Аксель Вахтмейстер (швед. Axel Wachtmeister ; 13 января 1643, Стокгольм — 24 июля 1699, Стокгольм) — шведский генерал-фельдмаршал.

## Биография
Родился в 1643 году в Стокгольме. Происходил из переселившегося в Швецию остзейского немецкого рода Вахтмейстеров, сын Ганса Вахтмейстера (1609–1652) и Агнессы Маргареты фон Хельмштедт (1613–1666). Сперва посвятил себя карьере дипломата под руководством Бенгта Оксеншерны. Затем поступил на службу офицером во французскую армию, в составе которой участвовал в Деволюционной войне; дослужился во французской армии до подполковника.
С началом Сконской войны вернулся в Швецию, получил под своё командование полк, во главе которого отличился в битве при Ландскруне, где под ним были убиты четыре лошади. 
В 1679 году был произведён в генерал-майоры, после чего был отправлен с дипломатической миссией в Лондон, чтобы попытаться предотвратить заключение англо-французского союза против Швеции. На риксдаге 1680 года Вахтмейстер, уже вернувшийся в Швецию, активно выступал в защиту политики короля Карла XI, расположением и доверием которого пользовался и ранее. С этого времени Вахтмейстер стал одним из ближайших друзей короля: виделся с ним практически ежедневно, сопровождал в путешествиях и на охоте. В 1693 году получил графский титул. К 1697 году стал фельдмаршалом и временным президентом военной коллегии. 
Скончался Вахтмейстер в 1699 году. Одна из его дочерей, Элеонора, вышла замуж за генерал-лейтенанта шведской службы Ганса фон Ферзена (1683—1736) и стала матерью фельдмаршала Акселя фон Ферзена Старшего (1719—1794).